# Il Turco (miniserie televisiva)
Il Turco (El Turco) è una miniserie televisiva turco-ungherese diretta da Uluç Bayraktar, con protagonisti Can Yaman e Greta Ferro. È ispirata al romanzo El Turco: Un'avventura inedita durante il secondo assedio di Vienna dello scrittore Orhan Yeniaras.

## Trama
La storia si svolge durante il secondo assedio ottomano di Vienna, conclusosi tra l'11 e il 12 settembre 1683 con la vittoria della Lega Santa e la conseguente sconfitta dell'esercito ottomano. Il giannizzero Hasan Balaban è vittima di un tradimento da parte di persone fidate. Decide di scappare per non essere giustiziato, e ferito e sfinito giunge fino al villaggio alpino di Moena, dove viene soccorso da Gloria. Dopo essere guarito, Hasan viene pian piano accolto dalla comunità moenese, nonostante qualche timore per le sue origini turche. Mentre tra Hasan e Gloria nasce una storia d'amore, il protagonista diventa un simbolo di resistenza per il villaggio, guidando una rivolta contro i signori feudali locali: grazie infatti alle sue forti doti di guerriero, Hasan cerca di difendere gli abitanti di Moena dalle vessazioni del signore feudale Marco Benedetti di Vicenza. Intorno ad Hasan si forma una cerchia di ribelli, tra cui il fabbro Gunther.
Marco ottiene il cavalierato e, alleatosi con Mete, pianifica di uccidere Decebal che nel frattempo si è rifugiato a Moena, unendosi al gruppo di Hasan. Gli abitanti di Moena vengono addestrati per resistere all'assedio di Marco. Con un attacco a sorpresa, viene ucciso Decebal e catturata Gloria. Poco prima della battaglia finale, Hasan si presenta a sorpresa nell'accampamento nemico per chiedere di battersi in duello con Marco per risolvere definitivamente la questione, senza spargere altro sangue a Moena.

## Puntate
| nº | Titolo originale | Titolo italiano | Pubblicazione originale | Prima TV Italia |
| -- | ---------------- | --------------- | ----------------------- | --------------- |
| 1  | Episode 1        | Puntata 1       | 21 marzo 2025           | 8 aprile 2025   |
| 2  | Episode 2        | Puntata 2       | 21 marzo 2025           | 8 aprile 2025   |
| 3  | Episode 3        | Puntata 3       | 21 marzo 2025           | 8 aprile 2025   |
| 4  | Episode 4        | Puntata 4       | 21 marzo 2025           | 15 aprile 2025  |
| 5  | Episode 5        | Puntata 5       | 21 marzo 2025           | 15 aprile 2025  |
| 6  | Episode 6        | Puntata 6       | 21 marzo 2025           | 15 aprile 2025  |

## Personaggi e interpreti

### Personaggi principali
- Hasan Balaban, interpretato da Can Yaman, doppiato da Daniele Giuliani.
- Gloria, interpretata e doppiata da Greta Ferro.
- Mete / Marco Benedetti di Vicenza, interpretato da Will Kemp, doppiato da Francesco Pezzulli.
- Guido, interpretato da Slavko Sobin, doppiato da Francesco Venditti.
- Elda, interpretata da Madalena Aragão, doppiata da Luna Iansante.
- Gunther, interpretato da Magnus Samuelsson, doppiato da Massimo Bitossi.
- Yedder, interpretato da Haluk Piyes.
- Padre Angelo, interpretato da David Streames, doppiato da Stefano Thermes.
- Skelettwolf, interpretato da Kieran O'Reilly.
- Diana, interpretata da Sai Bennett.
- Giovanna, interpretata da Veronica Ferres, doppiata da Giuppy Izzo.

### Personaggi secondari
- Boia, interpretato da Uğur Yıldıran.
- Principe Francesco di Paulo, interpretato da David Nykl, doppiato da Luca Ward.
- Decebal, interpretato da Armağan Oğuz, doppiato da Andrea Mete.
- Rudolph, interpretato da Nigel Pilkington.
- Signor Berzan, interpretato da Hüseyin Avni Danyal.
- Giudice, doppiato da Edoardo Stoppacciaro.
- Banditore cittadino, interpretato da Harry Szovik.
- Topo, interpretato da Jónás Hefler.
- Rutger, interpretato da Nick Wittman.
- Angelica, interpretata da Ekaterina Tuchina.
- Torturatore, interpretato da Tibor Szauervein.
- Marco da piccolo, interpretato da Anders Olof Grundberg.
- Guardiano di Trento, interpretato da Rudolf Molnár.

## Produzione
La miniserie è diretta da Uluç Bayraktar, scritta da Kerem Derem e Çisil Hazal Tenim e prodotta da Ay Yapım e distribuita da Madd Entertainment.
Le riprese sono state effettuate interamente a Budapest, all'interno dei Korda Studios.

## Distribuzione
La miniserie è stata distribuita il 21 marzo 2025 in Russia (Ivi), Brasile (Globoplay), Israele e Romania (Voyo); il 2 aprile in Turchia (Gain); il 18 aprile nella regione del Medio Oriente e Nordafrica (Starzplay). La miniserie è stata venduta anche in Repubblica Ceca, Panama e Stati Uniti.
In Italia la miniserie è stata trasmessa in prima visione e in prima serata su Canale 5 l'8 e il 15 aprile 2025. Un'anteprima di 10 minuti è stata pubblicata sul catalogo di Mediaset Infinity dal 3 all'8 aprile, mentre il cofanetto completo è stato distribuito gratis e in esclusiva dal 16 al 22 aprile.

## Accoglienza
La prima puntata ha avuto 1 835 000 telespettatori, con uno share del 10,90%. La seconda puntata ha avuto 1 835 000 telespettatori – share 10,90%. La terza puntata ha avuto 1 835 000 telespettatori con uno share del 10,90%. La quarta puntata ha avuto1 761 000 telespettatori con uno share del 11,30%. La quinta puntata ha avuto 1 761 000 telespettatori con uno share del . La sesta puntata ha avuto 1 761 000 – share 11,30%.